# Vilhelm Moberg
Vilhelm Moberg (født 20. august 1898 i Moshultamåla, Algutsboda församling i Småland, død 8. august 1973 på Väddö i Uppland) var en svensk forfatter, dramatiker og journalist.

## Biografi
Vilhelm Moberg blev født på en såkaldt "soldaterlod", et lille husmandssted, der blev stillet til rådighed som en del af lønnen til soldater, men familien flyttede i 1907 til en mindre gård i Moshultmåla. Moberg kom i skole, men gik der kun i fire måneder om året, som var almindeligt dengang. Resten af året hjalp børnene til i mark- og skovbrug. Hans skolegang varede kun i to år, ikke desto mindre var det nok til at vække en kærlighed til det skrevne sprog. Også hans skolefrøken var en stor inspiration, hvad han selv har udtalt. For at hjælpe med til forældrenes sparsomme indtjening måtte han som barn arbejde på glasværk og ved landbruget. Som ung drømte han, som så mange andre af hans samtidige, om at slippe ud af fattigdommen og rejse til Amerika. Til forældrenes store fortrydelse fik unge Vilhelm som 16-årig penge til en billet tilsendt af moderens broder, der allerede var udvandret – moderen var af en søskendeflok på syv, hvoraf de seks udvandrede til USA. For ikke at "miste" ham tilbød forældrene ham at komme i folkehøjskole – en almen voksengrunduddannelse. Forældrene solgte et kuld smågrise, og skolegangen samt hans fortsatte svenske statsborgerskab var sikret. Moberg læste som en gal. Man kunne altid træffe ham i skolens bibliotek. Alligevel fik han aldrig eksamen. Dels slap skolepengene op, og Moberg måtte tage arbejde som skovhugger. Dels sled den spanske syge i ham og gav ham seks måneders sengeleje, og efter flere gange at have været nær døden af sygdommen opgav Moberg som 21-årig at uddanne sig – han følte sig for gammel til det. Efter at have arbejdet som frivillig (dvs. ulønnet) journalist blev han professionel ved Västra Östergötlands Tidning i Motala. Under pseudonymet Ville i Momåla (kort/dialektisk form for Moshultsmåla) skrev han ud over almindelige artikler også noveller. Han kritiske journalistik gjorde en ende på denne karriere, eftersom han ikke måtte skrive om redaktørens venner. Det kunne han ikke leve med og flyttede tilbage til sit hjemmevante Småland.
Hans forfattermæssige gennembrud kom i 1927 med beskrivelsen af en korporalfamilies liv i romanen Familien Rask. Forfatterskabet kendetegnes ved, at det fortrinsvis er den lille mand, der er helten; Moberg blev meget folkekær på grund af sine fremstillinger af den svenske historie fra folkets perspektiv, hvilket er mest rendyrket i det historiske værk Min Sverigeshistorie (1970-71), som ikke blev fuldført.
Mobergs bedst kendte værk er Udvandrerne-serien fra 1949-59, som beskriver en gruppe svenskeres udvandring fra det sydlige Småland til Minnesota i USA i midten af 1800-tallet, en skæbne som de delte med 1,2 millioner andre svenskere, deriblandt som nævnt flere af forfatterens slægtninge. Vilhelm Moberg bedrev en omfattende og grundig research i forbindelse med arbejdet med udvandrerbøgerne, og da han afsluttede dem, forærede han dette materiale til Utvandrarnes Hus i Växjö (museum). Her er der i dag et Moberg-rum, og det svenske Moberg-selskab har til huse her.
De i alt fire romaner (Udvandrerne, Indvandrerne, Nybyggerne, Det sidste brev hjem) er oversat til adskillige sprog, blandt andre dansk. Musicalen Kristina från Duvemåla af Benny Andersson og Björn Ulvaeus er baseret på romanserien.
Moberg var udtalt republikaner og hadede monarkiet. Han var også kritisk over for, at svenske, historiske konger som Gustav 2. Adolf og Karl 12. beskrives som "helte", da Moberg mente, at de havde været "tyranner", "krigsforbrydere" og "massemordere". Fra 1960'erne var han en af Olof Palmes største kritikere fra venstre og mente, at Socialdemokratiet havde bevæget sig for langt mod det politiske højre. Han kritiserede for eksempel Olof Palme for at have opvartet kong Gustav 6. Adolf på dennes 90-årsdag og for at have sunget Kungssången. Dette var hykleri, mente Moberg, eftersom Palme kaldte sig republikaner.
Moberg var også engageret i kampen mod, hvad han så som den svenske retsforrådnelse. Dette kulminerede i to relaterede skandaler, Kejne- og Haijby-sagerne i begyndelsen af 1950'erne. I anden sammenhæng blev Moberg idømt dagbøder efter at have stjålet dokumenter, der bl.a. afslørede, at det svenske politi havde samarbejdet med Gestapo under 2. verdenskrig.
I Duvamåla er i dag indrettet et museum i nabohuset til Mobergs mormoders hjem – her kan man informere sig om familien, Mobergs arbejde, udvandringen og andet.
Vilhelm Moberg begik selvmord i 1973. I sine sidste år – efter det store arbejde med Udvandrerne – havde han svært ved at skrive, og det antages at have ført til den depression, der forårsagede selvmordet.
Han er far til forfatteren og feministen Eva Moberg samt to andre døtre.

## Stipendier
Der er indstiftet flere stipendier med Mobergs navn:
- Vilhelm Moberg-stipendiet, indstiftet 1960 af Moberg selv, uddeles af ugeavisen Arbetaren til journalister, som ”utifrån en demokratisk grundsyn ger samhällsfrågorna en kritisk belysning”
- Teaterförbundets Vilhelm Moberg-stipendium uddeles af Teaterförbundet "till en ung skådespelare eller skådespelerska, som Svenska Teaterförbundet finner förtjänt av en belöning"
- Desuden uddeler Vilhelm Moberg-Sällskapet flere stipendier.